# Lapha
Lapha fou un estat tributari protegit del tipus zamindari al districte de Bilaspur, Províncies Centrals, avui a Chhattisgarh. La superfície era de 704km² amb 72 pobles i una població el 1881 de 12.252 habitants. El zamindar era de casta kunwar i l'estat s'hauria fundat segons la tradició el 936.